# HMCS West York
HMCS West York fue una corbeta de la clase Flower de la Marina Real Canadiense que participó en tareas de escolta de convoyes durante la Segunda Guerra Mundial. Nombrado en honor a Weston, Ontario, fue construido por Midland Shipyards Ltd. en Midland, Ontario y puesto en servicio el 6 de octubre de 1944 en Collingwood. En 1947, reemplazó su motor alternativo de vapor por motor diésel y navegó bajo el registro marroquí como Moulay Bouchaib. En 1950 se convirtió en el Espresso de bandera italiana. Regresó al registro canadiense en 1959 como Federal Express.

## Hundimiento

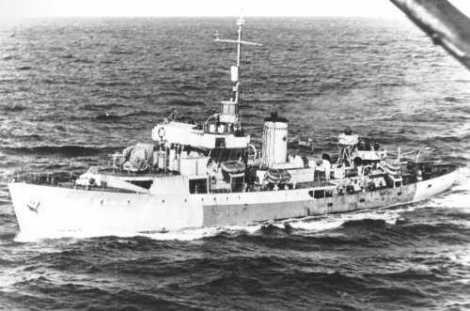
HMCS West York navegando.

Estaba amarrado en Montreal la tarde del 5 de mayo de 1960, cuando fue alcanzado por el buque sueco Polaris. El Federal Express se estrelló contra el danés Hilda Maersk y se hundió en 30 minutos. Ese mismo año, la parte posterior del buque fue reflotada y desguazada.